# Brigitte Macron
Brigitte Macron z domu Trogneux primo voto Auzière (ur. 13 kwietnia 1953 r. w Amiens) – francuska nauczycielka. Pierwsza dama Republiki Francuskiej od 14 maja 2017 r., małżonka prezydenta Republiki Francuskiej Emmanuela Macrona.

## Życiorys
Urodziła się 13 kwietnia 1953 r. jako córka Simone Pujol (1910–1998) i Jeana Trogneux (1909–1994), producentów czekolady z Amiens.
Pracowała jako nauczycielka języka francuskiego i łaciny w katolickim liceum jezuitów w Amiens. W 1992 r., gdy Emmanuel Macron miał 15 lat, Brigitte zaczęła romansować z przyszłym francuskim politykiem. Do zainicjowania związku doszło z inicjatywy Macrona. Po wyjściu na jaw romansu z nauczycielką, rodzice Macrona wysłali go do Paryża, by tam dokończył naukę i zdał maturę.
W czerwcu 2015 r. Brigitte Macron przestała uczyć, by poświęcić się karierze politycznej męża. 2 czerwca 2015 r., z okazji wizyty króla Hiszpanii Filipa VI, pozowała po raz pierwszy na schodach Pałacu Elizejskiego u boku swojego męża – wówczas ministra gospodarki, przemysłu i cyfryzacji w rządzie Manuela Vallsa.

### Pierwsza dama Republiki Francuskiej
Po zaprzysiężeniu męża 14 maja 2017 r., została pierwszą damą Republiki Francuskiej.
Macron zapowiedział, że jako prezydent Francji utworzy w Pałacu Elizejskim odrębne stanowisko dla żony jako współtwórczyni jego politycznego sukcesu.

## Odznaczenia
- Krzyż Wielki Orderu Danebroga (Dania, 2018)[14]
- Krzyż Wielki Orderu Białej Róży (Finlandia, 2018)
- Krzyż Komandorski Orderu Narodowego (Wybrzeże Kości Słoniowej, 2019)[15]
- Krzyż Wielki Orderu Zasługi Republiki Włoskiej (Włochy, 2021)[16]
- Krzyż Wielki Orderu Gwiazdy Polarnej (Szwecja, 2024)[17]
- Krzyż Wielki Orderu Infanta Henryka (Portugalia, 2025)[18]
- Krzyż Wielki Orderu Danebroga z Diamentami (Dania, 2025)[14]
- Krzyż Wielki Orderu Grimaldich (Monako, 2025)[19]
- Krzyż Wielki Orderu Zasługi (Norwegia, 2025)[20]

## Życie prywatne
22 czerwca 1974 r. poślubiła francuskiego bankiera André Louisa Auzière’a, z którym miała troje dzieci: Sébastiena (ur. 1975), Laurence (ur. 1977) i Tiphaine (ur. 1984). W styczniu 2006 rozwiodła się z Auzière’em i 20 października 2007 r. poślubiła Emmanuela Macrona.